# Kapitan Grotman i Aniołkolatki
Kapitan Grotman i Aniołkolatki / Kapitan Jaskiniowiec i Aniołeczki / Kapitan Jaskiniowiec (ang. Captain Caveman and the Teens Angels) – amerykański serial animowany wytwórni Hanna-Barbera. Emitowany był pierwotnie przez American Broadcasting Company w ramach bloku programowego Scooby’s All-Star Laff-a-Lympics.
Akcja serialu zaczyna się, gdy trzy dziewczęta (Teen Angels): Brenda Chance, Taffy Dare i Dee Dee Sykes odnajdują w bloku lodu Kapitana Grotmana, jaskiniowca, który występował u boku Flintstonów. Od tego czasu ta czwórka ratuje świat przed złoczyńcami, rozwiązując kolejne mroczne zagadki. 
Wytwórnia wyprodukowała 20 odcinków w 3 seriach: 8 odcinków (1977-1978), 4 odcinki (1978-1979) i 8 odcinków (1979-1980).
Bohaterowie serialu występują gościnnie w odcinku Międzystanowe finały detektywów serialu Scooby Doo i Brygada Detektywów. 

## Fabuła
Aniołkolatki Taffy, Brenda i Dee Dee uwalniają Kapitana Grotmana z bryły lodu, z którym spędzają wakacje jadąc po świecie. Ich wycieczka ciągle jest przerwana przez afery i kryminalistów. Wtedy zazwyczaj Aniołkolatki i Kapitan Grotman rozwiązują te kryminalne zagadki i wyruszają w dalszą drogę.

## Bohaterowie
- Kapitan Grotman – jaskiniowiec, który był pierwszym super-bohaterem na świecie. Nazywany jest przez Aniołkolatki „Grotusiem”. Gdy ma ruszyć do akcji krzyczy „Kapitan GROTMAN!”, po czym rzuca się na przestępcę z maczugą. W maczudze posiada małego ptaszka, poza tym pod włosami skrywa takie rozmaitości jak mamut, dinozaury itd. Jak na jaskiniowca dobrze odnajduje się w dzisiejszych czasach.
- Taffy Dare – liderka Aniołkolatek. Ma 18 lat. Ma długie kręcone blond włosy. Ubiera się w zieloną sukienkę i zielone buty. Uwielbia Grotusia.
- Brenda Chance – członkini Aniołkolatek. Ma 18 lat. Jest brunetką. Ubiera się w fioletową bluzkę na ramiączkach w paski i fioletowe spodnie. Nosi różowe buty. Jest bardzo tchórzliwa na widok potworów, albo innych przestępców.
- Dee Dee Sykes – członkini Aniołkolatek. Ma 18 lat. Afroamerykanka. Ma krótkie kręcone czarne włosy. Ubiera się w czerwony sweter, niebieską spódnicę i czerwone obcasy. Jest mądra w ratowaniu świata i rozwiązaniu zagadek.
- Dodatkowo w odcinku 4 części 1 występują Fred i Wilma z serialu Flintstonowie.

## Obsada (głosy)
- Mel Blanc – Kapitan Grotman
- Marilyn Schreffler – Brenda Chance
- Laurel Page – Taffy Dare
- Vernee Watson-Johnson – Dee Dee Sykes

## Wersja polska
W Polsce serial był emitowany najpierw w TVP2 w bloku dla dzieci w wieku przedszkolnym i wczesnoszkolnym Spotkanie z Hanna-Barbera w wersji lektorskiej pod tytułem Kapitan Jaskiniowiec, następnie pod nazwą Kapitan Grotman i Aniołkolatki z dubbingiem na kanałach Boomerang (odcinki 9-20) i Cartoon Network.

### Lektor
Wersja emitowana pod tytułem Kapitan Jaskiniowiec i Aniołeczki lub Kapitan Jaskiniowiec na kanale TVP2 w bloku dla dzieci przedszkolnych, oraz uczniów zerówki i klas 1-3 szkoły podstawowej Godzina z Hanna-Barbera z polskim lektorem Januszem Szydłowskim i angielskim dubbingiem.

### Dubbing
Wersja polska: Master Film na zlecenie Warner Bros.

Reżyseria: Elżbieta Jeżewska

Dialogi: Dorota Filipek-Załęska

Dźwięk: Małgorzata Gil

Montaż: Jan Graboś

Kierownictwo produkcji: Ewa Chmielewska

Wystąpili:
- Jan Janga-Tomaszewski – Kapitan Grotman
- Dorota Nowakowska – Dee Dee Sykes
- Lucyna Malec – Taffie Dare
- Iwona Rulewicz – Brenda Chance
- Marek Obertyn – Narrator

oraz
- Włodzimierz Bednarski
- Andrzej Arciszewski
- Włodzimierz Press
- Leopold Matuszczak
- Jarosław Boberek
- Ewa Serwa
- Ryszard Nawrocki
- Piotr Kozłowski
- Joanna Węgrzynowska
- Tomasz Bednarek
- Jacek Bursztynowicz
- Andrzej Chudy
- Jan Kulczycki
- Aleksander Mikołajczak
- Wojciech Machnicki
- Elżbieta Gaertner
- Marek Włodarczyk
- Stefan Knothe
- Jarosław Domin
- Mieczysław Morański
- Paweł Szczesny
- Adam Bauman
- Marek Lewandowski
- Małgorzata Drozd
- Aleksandra Koncewicz
- Dariusz Błażejewski

## Spis odcinków
| Nr             | Polski tytuł                               | Angielski tytuł                         |
| -------------- | ------------------------------------------ | --------------------------------------- |
|                |                                            |                                         |
| SERIA PIERWSZA |                                            |                                         |
|                |                                            |                                         |
| 01             | Sekretni Keysi                             | The Kooky Case of the Cryptic Keys      |
| 01             | Tajemnica Rafy Umrzyka                     | The Mixed Up Mystery of Deadman’s Reef  |
|                |                                            |                                         |
| 02             | Światło strachu                            | What a Flight for a Fright              |
| 02             | The Creepy Case of the Creaky Charter Boat |                                         |
|                |                                            |                                         |
| 03             | Wielki strach na wielkiej liście           | Big Scare in the Big Top                |
| 03             | Podwójna moc                               | Double Dribble Riddle                   |
|                |                                            |                                         |
| 04             | Odwiedziny Flintstonów                     | Meets the Flintstones                   |
| 04             | Ostry pazur Caper                          | The Creepy Claw Caper                   |
|                |                                            |                                         |
| 05             | Grotman na tropie Kabuty                   | Cavey and the Kabuta Clue               |
| 05             | Grotman i Dziwny Wilkołak                  | Cavey and the Weirdo Wolfman            |
|                |                                            |                                         |
| 06             | Słoniowa tajemnica                         | The Elephant Mystery                    |
| 06             | Czysty strach furii                        | The Fur Freight Fright                  |
|                |                                            |                                         |
| 07             | Przepyszny Grotman                         | Delicious Caveman                       |
| 07             | Kreatury                                   | The creatures                           |
|                |                                            |                                         |
| 08             | Tajemnica Mix-Upu                          | The Mystery Mansion Mix-Up              |
| 08             | Gra z Wielką Stopą                         | Playing Footsie with Bigfoot            |
|                |                                            |                                         |
| SERIA DRUGA    |                                            |                                         |
|                |                                            |                                         |
| 09             | Grotuś Zmęczone Mięśnie                    | Muscle-Bound Cavey                      |
| 09             | Dyskotekowy Grotuś                         | Disco Cavey                             |
|                |                                            |                                         |
| 10             | Grotuś na Dzikim Zachodzie                 | Wild West Cavey                         |
| 10             | Grotuś i samochodowe szaleństwo            | Cavey’s Crazy Car Caper                 |
|                |                                            |                                         |
| 11             | Zimowy karnawał Grotusia                   | Cavey’s Winter Carnival Caper           |
| 11             | Meksykański Rajdowiec Grotuś               | Cavey’s Mexicali 500                    |
|                |                                            |                                         |
| 12             |                                            | Cavey’s Missing Missile Miss-tery       |
| 12             | Grotuś i Fatalne Fasole                    | Cavey’s Fashion Fiasco                  |
|                |                                            |                                         |
| SERIA TRZECIA  |                                            |                                         |
|                |                                            |                                         |
| 13             | Straszliwy sekret wodorostu                | The Scarifying Seaweed Secret           |
| 13             | Figurant                                   | The Dummy                               |
|                |                                            |                                         |
| 14             | Grotuś i wulkaniczny rabuś                 | Cavey and the Volcanic Villain          |
| 14             | Prehistoryczna panika                      | Prehistoric Panic                       |
|                |                                            |                                         |
| 15             | Grotuś i niesamowity człowiek bizon        | Cavey and the Baffling Buffalo Man      |
| 15             | Smokogłów                                  | Dragonhead                              |
|                |                                            |                                         |
| 16             | Grotuś i mroczne monstrum z Mississippi    | Cavey and the Murky Mississippi Mystery |
| 16             | Stary Grotuś w Nowym Jorku                 | Old Cavey in New York                   |
|                |                                            |                                         |
| 17             | Światła, kamera, Grotuś!                   | Lights, Camera… Cavey!                  |
| 17             | Grotuś i nosorożec albinos                 | Cavey and the Albino Rhino              |
|                |                                            |                                         |
| 18             | Grotuś w College’u                         | Cavey Goes to College                   |
| 18             | Nawiedzona Wieprzowa Wólka                 | The Haunting of Hog Hollow              |
|                |                                            |                                         |
| 19             | Grotuś Kentucky                            | Kentucky Cavey                          |
| 19             | Stary Grotuś i morze                       | The Old Caveman and the Sea             |
|                |                                            |                                         |
| 20             | Tajemnica chodzącej mumii                  | The Mystery of the Meandering Mummy     |
| 20             | Legenda o piekielnej ciuchci               | The Legend of Devil’s Run               |
|                |                                            |                                         |